# عاطف سالم
عاطف سالم، (23 يوليو 1921 - 30 يوليو 2002) مخرج مصري شهير، أثرى السينما المصرية بالكثير من الأفلام البارزة، كما أخرج أفلام الأسرة من بينها فيلم أم العروسة وجزئه الثاني الحفيد.

## مشواره الفني
- بدأ عاطف سالم حياته الفنية ممثلا في فيلم «ماجدة»، ثم عمل مساعد مخرج للعديد من المخرجين ثم مخرجا.
- كان أول فيلم يخرجه هو فيلم «الحرمان» ويعتمد على قصة سيكولوجية وكان كل العاملين في الفيلم أبطالاً.
- أخرج فيلم «جعلونى مجرما» وهو قصة اجتماعية، وقد نجح الفيلم في رفع السابقة الأولى من الصحيفة الجنائية في مصر.
- أخرج فيلم «إحنا التلامذة» الذي أعطى صورة صادقة ومؤثرة عن انحراف الشباب.
- أخرج فيلما «أم العروسة» و«الحفيد» اللذان نقلا لنا فكر وطموح وعادات وتقاليد الأسرة المصرية المتوسطة وعاداتها وتقاليدها ومعاناتها.

## أعماله
- 1953: الحرمان
- 1954: ليلة من عمرى
- 1954: جعلونى مجرما
- 1955: فجر
- 1955: جريمة حب
- 1956: معجزة السماء
- 1956: صوت من الماضي
- 1956: النمرود
- 1957: غرام المليونير
- 1957: علموني الحب
- 1958: شاطئ الأسرار
- 1959: هدى
- 1959: موعد مع المجهول
- 1959: صراع في النيل
- 1959: إحنا التلامذة
- 1960: سر امرأة
- 1961: يوم من عمري
- 1961: معبد الحب
- 1961: مافيش تفاهم
- 1961: السبع بنات
- 1963: أم العروسة
- 1963: الحقيقة العارية
- 1964: هارب من الحياة
- 1964: زوجة من باريس
- 1965: المماليك
- 1966: ثورة اليمن
- 1966: خان الخليلي
- 1968: السيرك
- 1969: خياط السيدات
- 1971: بنات في الجامعة
- 1973: زوجتي من الهيبز
- 1973: زمان يا حب
- 1973: السلم الخلفي
- 1974: أين عقلي
- 1974: امرأة حائرة
- 1975: ومضى قطار العمر
- 1975: شبان هذه الأيام
- 1975: باي باي يا حلوة
- 1975: الملكة وأنا
- 1975: الحفيد
- 1976: سيقان في الوحل
- 1976: سنة أولى حب
- 1976: حافية على جسر الذهب
- 1976: العش الهادئ
- 1976: الراعية الحسناء
- 1977: هكذا الأيام
- 1978: قاهر الظلام
- 1978: ضاع العمر يا ولدي
- 1978: البؤساء
- 1979: عاصفة من الدموع
- 1980: العاشقة
- 1980: الثعالب الصغيرة
- 1981: العرافة
- 1984: النمر الأسود
- 1986: حد السيف
- 1986: بيت الكوامل
- 1986: الضائعة
- 1987: الرجل يحب مرتين
- 1991: يا ناس يا هووه
- 1992: دموع صاحبة الجلالة
- 1993: توت توت
- 1994: ونسيت أني امرأة
- 2001: فارس ظهر الخيل

### الأفلام القصيرة
- 1954: جنود المظلات
- 1962: العودة إلى القاهرة
- 1964: العيد الثاني عشر للثورة
- 1966: فجر جديد
- 1966: الرمال الخضراء

## الجوائز والتكريم
- جائزة الدولة للتفوق في الفنون من المجلس الأعلى للثقافة، عام 1999.

## وصلات خارجية
- عاطف سالم على موقع IMDb (الإنجليزية)
- عاطف سالم على موقع الدهليز
- عاطف سالم على موقع قاعدة بيانات الأفلام العربية
- عاطف سالم على موقع أول موفي (الإنجليزية)
- عاطف سالم على موقع قاعدة بيانات الفيلم (الإنجليزية)
- عاطف سالم على موقع كينوبويسك (الروسية)